# Fracrán (Misiones)

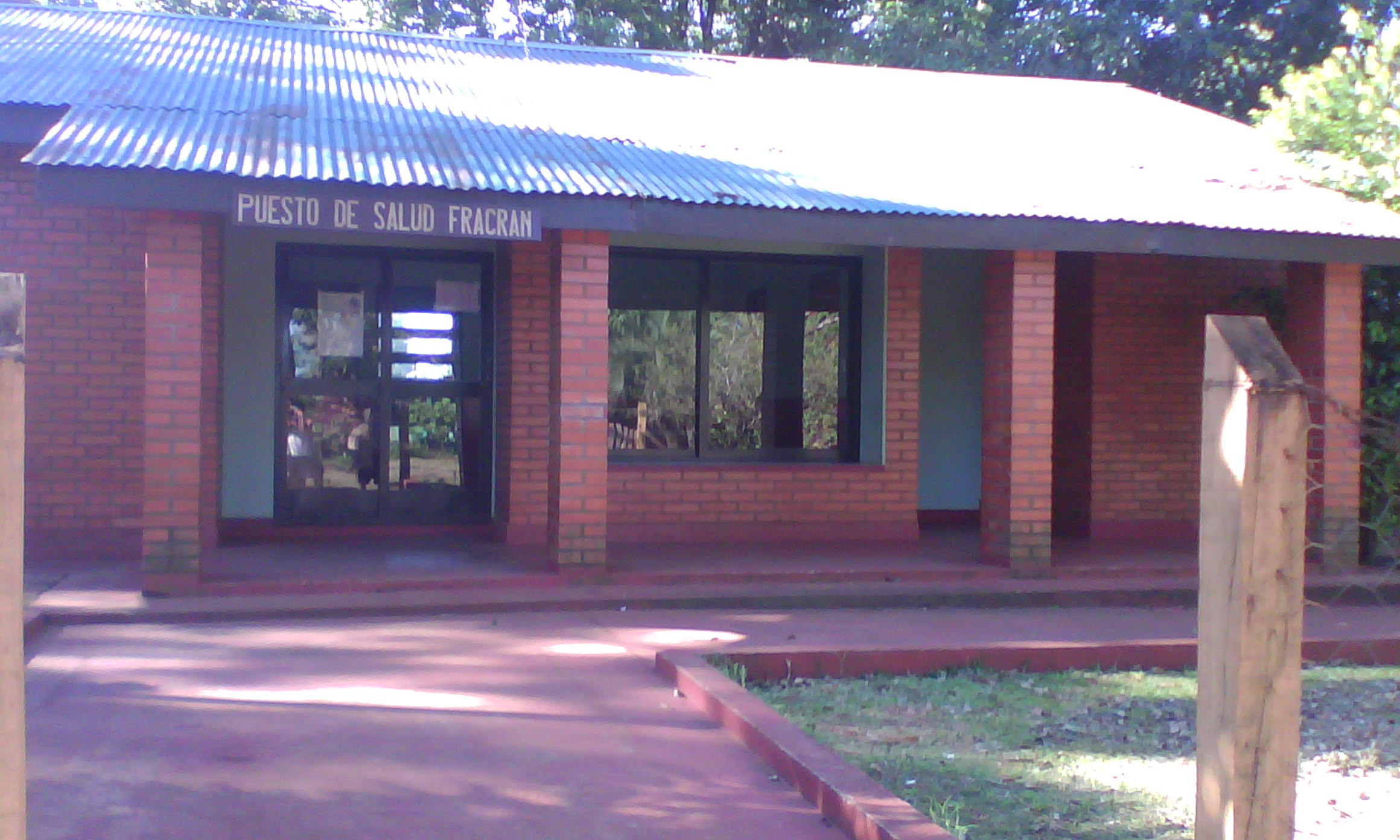
puesto de salud

Fracrán es una localidad y municipio argentino ubicado en el departamento Guaraní de la Provincia de Misiones. 
El 27 de octubre de 2022 se convirtió en el municipio Número 78 de la provincia de Misiones. La comuna limita con Montecarlo, San Pedro, San Vicente y El Soberbio. Tendrá interventor hasta la elección del primer intendente a concretarse en 2023
El centro de la localidad se encuentra en el kilómetro 1018 de la Ruta Nacional 14, que la vincula al nordeste con Paraíso y San Pedro, y al sudoeste con San Vicente.
En la zona existen aldeas aborígenes de la etnia guaraní, entre ellas la Aldea Paí Antonio Martínez. La localidad está ubicada actualmente en el km 1018 donde se encuentra su centro urbano. Pero en realidad la localidad se extiende sobre Ruta Nacional 14 desde el km 1000 hasta el km 1030 aproximadamente.
Tiene varios saltos y cascadas que constituyen atractivos turísticos.
Se tiene registro de que el primer habitante de esta localidad fue Lorenzo Moraes en 1906.

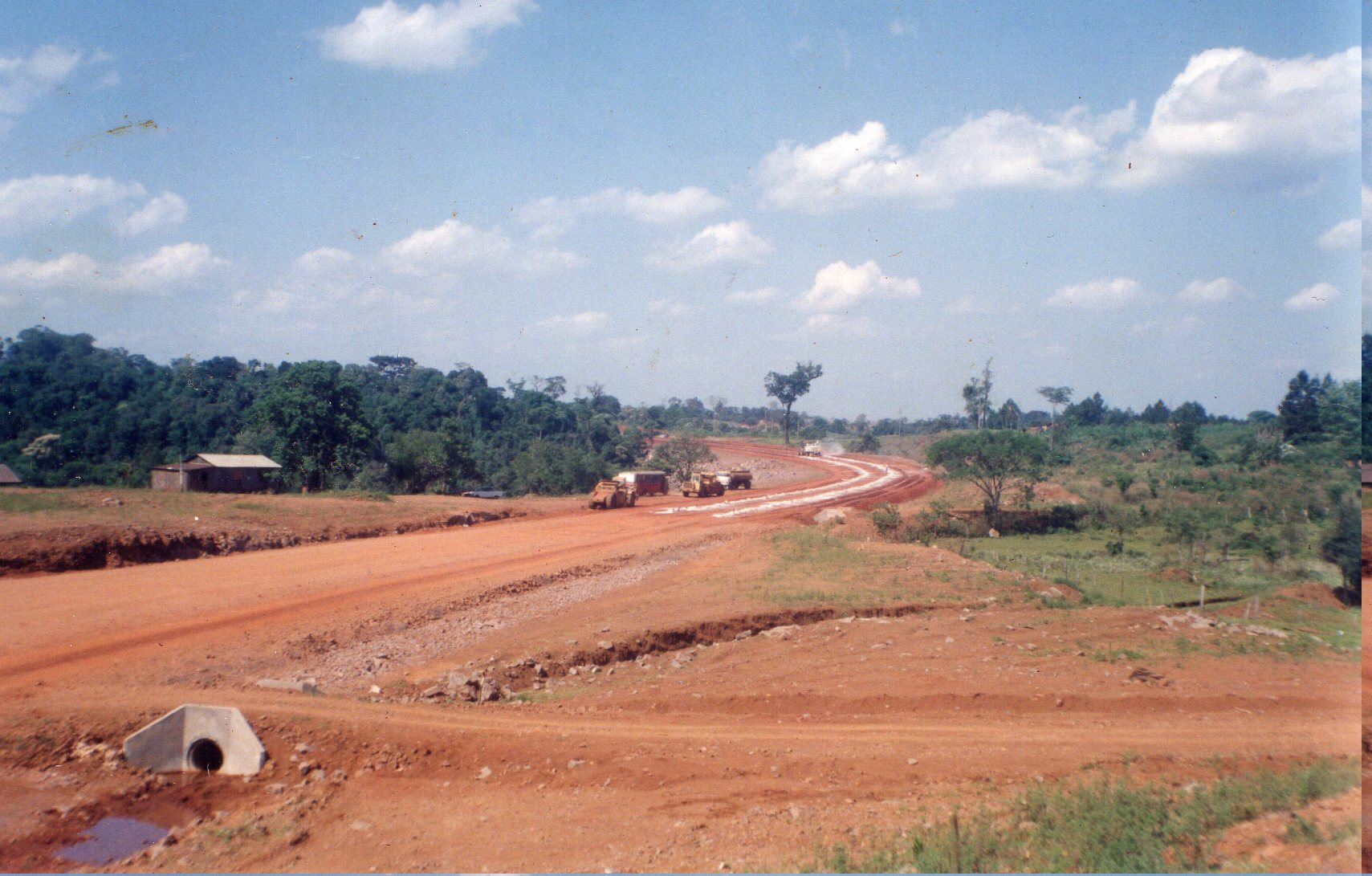
Construcción de la Ruta Nacional 14 zona de Fracrán

## El Pacto de la Selva
Con este nombre ha pasado se conoce el tratado suscrito entre los indios tupíes -una fracción de ellos- y algunos yerbateros. Es sin duda uno de los momentos de singular importancia ya que dominaban las Costas del Paraná y el interior hasta San Pedro. Los indios mencionados por esta razón, ningún yerbatero se animaba a penetrar el territorio. 
Los aborígenes de Misiones estaban divididos en dos grupos liderados por Maydana y por Fracrán. 
El primero de ellos era un blanco criado por los indios, había nacido en Santo Tomé, era hijo de un maestro de postas que había sido asesinado por Fracrán según comenta Ambrosetti en su trabajo. El otro Cacique Fracrán cuyo nombre se inmortalizó en una localidad misionera no quería tener ningún trato con los blancos, aunque era un mestizo Portugues, que resistió a la imposición del marco jurídico impuesto en la década del 80, debido a sus ataques que realizaba con malones a quienes se aventuraban a la selva, quedando así fuera del sistema jurídica y a él lo seguían la mayor parte de los indígenas.
La tribu que nos ocupaba penetró huyendo de autoridades brasileñas a misiones por el lado de Palmas o por el lado de Río Grande cruzando el Alto Uruguay. Nunca fue muy numerosa y vagaba por la selva misionera, teniendo como morada una pequeña campiña que se hallaba cerca de San Pedro y que se llama Fracrán "nombre del cacique que entonces mandaba". 
La tribu de Fracrán empleaba su tiempo en muchas cosas, todas tendiendo a proporcionar alimentos, hacían sus rozados y plantaciones de maíz y zapallo en los montes que rodeaban la campiña, una vez terminado estos lo abandonaban para acampar cerca de otro arroyo.

## Origen del nombre
Lleva el nombre en memoria del cacique guaraní conocido por el rechazo al pacto de la selva.

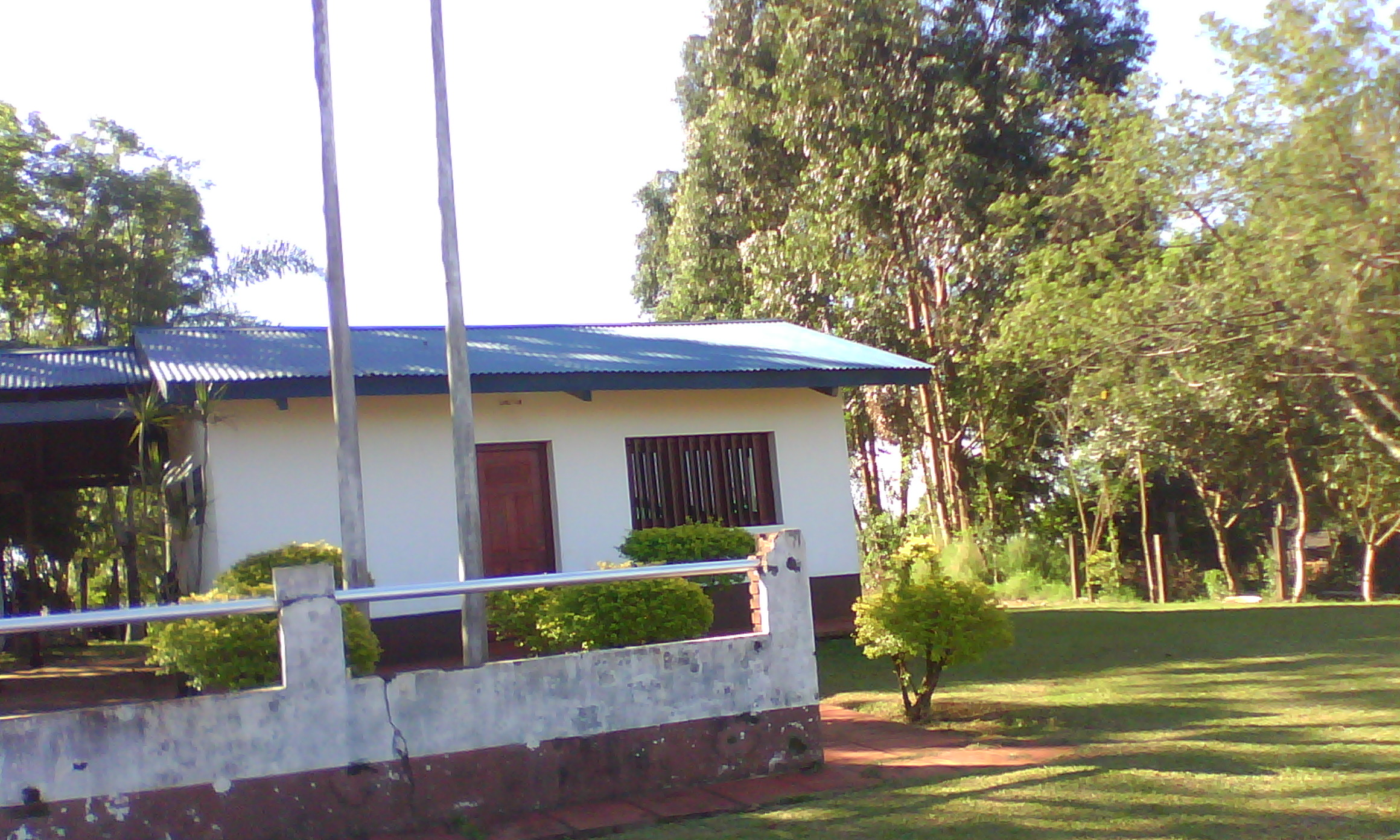
destacamento policial

## Agrupación gaucha "El Bagual"
Origen:
Año de creación 1994, objetivo defender Tradiciones y descubrir valores, dándole un espacio más cultural a pueblo de Fracrán con su primer Presidente Enrique Finke y una comisión de 19 integrantes, fue inscripta en la Federación Gaucha de Misiones con el nombre de “EL BAGUAL”, y desde entonces comenzó  a realizarse la fiesta Tradicionalista cada 10 de noviembre conmemorando al Día de la Tradición, realizando actividades camperas como la doma de caballos, destrezas gauchas y también presentación de Escuelas de Danzas, con comidas típicas y hace 4 años realizando una cabalgata de 42 km desde San Vicente hacia el lugar de la fiesta (Fracrán), ayudando al contacto entre esta colonia y la ciudad vecina San Vicente quienes comparten un viaje con otras personas y caballos que son su medio de transporte.
Esta institución importante para el pueblo tiene muy buena reputación y es un lugar que da un espacio de conocimiento de la cultura Argentina, una fiesta que es conocida por los alrededores entre las colonias y municipios vecinos. Muestra la cultura Argentina, la Tradición Gauchesca y logrando un espacio de cooperación entre los vecinos haciendo una fuerte inculcación a niños y jóvenes dentro de esto que es la verdadera Tradición.
Actualidad
Actualmente la fiesta dura 2 días comenzando con la cabalgata entre San Vicente-Fracrán; en la llegada de esta se comparte con los viajantes un buen asado y la buena música folklórica, al día siguiente se realiza la fiesta en la que personas de distintos lugares de la provincia y hasta países vecinos disfrutan de una jornada a pura Tradición y entretenimiento. En el campo de jineteada los gauchos muestran sus destreza y su coraje, con pialadas, tiro de lazo, montas tanto de novillos como de potros.Con los payadores animando la jornada y los conjuntos musicales hacen de lo suyo, al final esta fiesta es una experiencia muy linda para el pueblo y para la gente.

## B.O.P. Nº84 (bachillerato orientado provincial)
La institución escolar B.O.P N°84 (Bachillerato Orientado Provincial) comenzó perteneciendo varios años a la escuela N° 359, empezando su funcionamiento como EGB3 en el año 2007, luego pasando a ser aula satélite del IEA N° 2 de San Pedro Misiones (hasta hoy ha obtenido 10 promociones , su primera promoción fue en diciembre de 2009,  y 4 de ellas siendo BOP Nº 84)

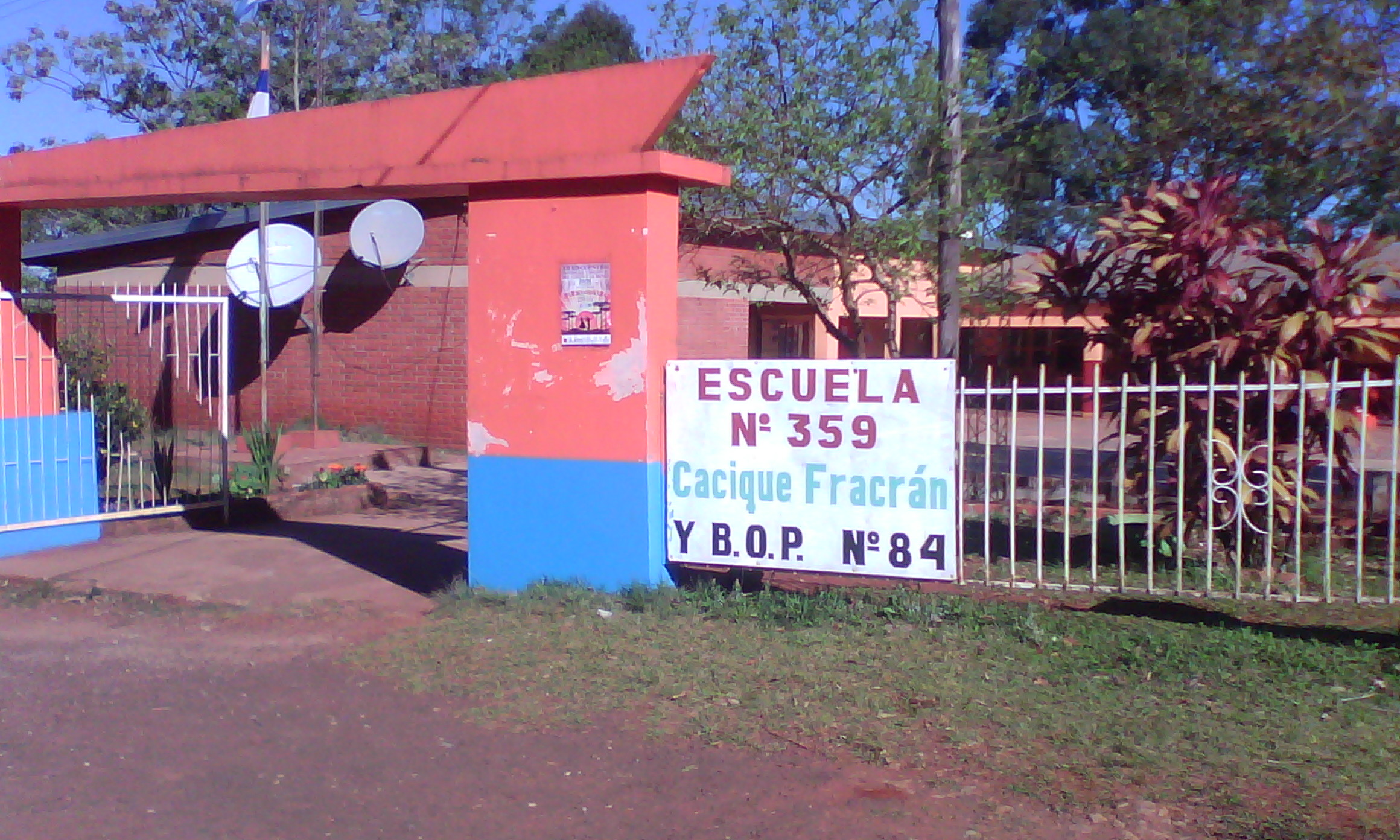
Escuela primaria y secundaria de Fracran km 1018 ex km 1304

Luego de un tiempo gracias a la resolución N°665/12 se crean en el año 2012 el BOP N° 84 con orientación en agro y ambiente, en este mismo año también se crean el cargo directivo y secretaria, resolución N°5043/12 creación de planta funcional del BOP N° 84 que desde ese mismo año funciona en el km 1018 cacique fracrán.
En la actualidad, los alumnos egresan con la orientación en Agro y Ambiente. Posee varios proyectos en proceso de ejecución; tales como: huerta orgánica comunitaria, participación en el parlamento estudiantil, maratón de lectura, eventos culturales y artísticos institucionalizados, proyectos de wikimisiones, entre otros.

## Mbareté Trail
El Trail Deportivo organizado por el Bachillerato orientado provincial Nº84 (BOP Nº84), es un evento que fusiona el espíritu deportivo con la exploración de la naturaleza. Los participantes, que incluyen a participantes de todas las edades, se reúnen para recorrer un desafiante circuito a través de senderos escénicos, parajes naturales y terrenos variados. La ruta se planifica meticulosamente, brindando a los competidores la oportunidad de poner a prueba su resistencia física y mental, así como sus habilidades de orientación.